# Afërdita Dreshaj
Afërdita Dreshaj, född den 19 juli 1986 i Podgorica i Montenegro, är en albansk sångerska och fotomodell.

## Biografi
Afërdita Dreshaj utsågs till Miss Universum Kosovo år 2011 och representerade Kosovo vid Miss Universum samma år i São Paulo i Brasilien. Där slutade hon som en av topp 16 i tävlingen som vanns av angolanskan Leila Lopes.
År 2010 släppte hon sitt debutalbum Just Kiss Me som innehåller nio låtar.
Dreshaj har haft ett förhållande med den albanska sångaren Shpat Kasapi, en av finalisterna i sångtävlingen Festivali i Këngës 47.

## Diskografi

### Album
- 2010 – "Just Kiss Me"

### Singlar
- 2010 – "Shumë trafik"
- 2011 – "Komplikim"
- 2013 – "Superstar"
- 2014 – "Mos rri larg"

### Fotnoter
1. ↑  ”Miss Universe Kosova profile”. misskosova.net. Arkiverad från originalet den 16 mars 2012. https://web.archive.org/web/20120316052545/http://www.misskosova.net/aferditaD.html. Läst 23 februari 2012.
2. ↑  ”Just Kiss Me (2010)”. teksteshqip.com. 25 februari 2012. http://www.teksteshqip.com/af-rdita-dreshaj/albume.
3. ↑  ”Afërdita Dreshajs blogg”. skyrock.com. Arkiverad från originalet den 16 juli 2011. https://web.archive.org/web/20110716082602/http://aferdita-dreshaj.skyrock.com/. Läst 25 februari 2012.
4. ↑  ”Tonight starts Festivali i Kënges”. eurosong.be. 19 december 2008. http://translate.google.com/translate?js=n&prev=_t&hl=en&ie=UTF-8&layout=2&eotf=1&sl=auto&tl=en&u=http://www.eurosong.be/%3Fp%3D19973.